# Тиран смугастоволий
Тиран смугастоволий (Myiodynastes chrysocephalus) — вид горобцеподібних птахів родини тиранових (Tyrannidae). Мешкає в Андах і горах Панами.

## Підвиди
Виділяють три підвиди:

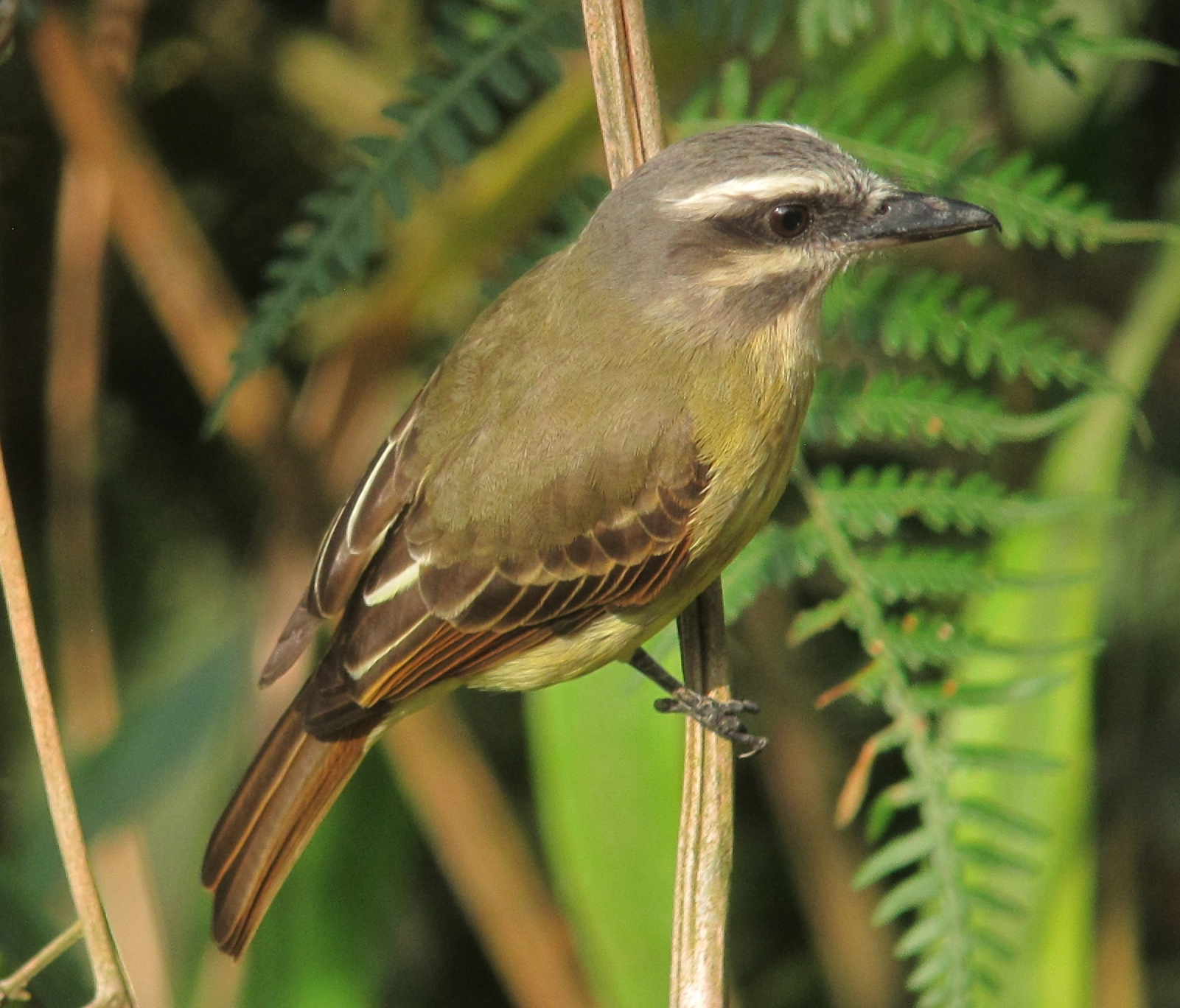
Смугастоволий тиран

- M. c. minor Taczanowski & Berlepsch, 1885 — гори на крайньому сході Панами (Дар'єн), Колумбійські і Еквадорські Анди;
- M. c. cinerascens Todd, 1912 — гірський масив Сьєрра-Невада-де-Санта-Марта, гори Сьєрра-де-Періха, Анди на заході і півночі Венесуели (Кордильєра-де-Мерида, Прибережний хребет) і на півночі Колумбії;
- M. c. chrysocephalus (Tschudi, 1844) — Анди в Перу, Болівії і північно-західній Аргентині (Сальта).

Деякі дослідники класифікують підвиди M. c. minor і M. c. cinerascens як підвиди маскового тирана (Myiodynastes hemichrysus).

## Поширення і екологія
Смугастоволі тирани мешкають в Панамі, Колумбії, Венесуелі, Еквадорі, Перу, Болівії і Аргентині. Вони живуть у вологих гірських тропічних лісах. Зустрічаються на висоті від 400 до 2800 м над рівнем моря.